# Вестермор
Вестермор (нім. Westermoor) — громада в Німеччині, розташована в землі Шлезвіг-Гольштейн. Входить до складу району Штайнбург. Складова частина об'єднання громад Брайтенбург.
Площа — 9,44 км2. Населення становить 404 ос. (станом на 31 грудня 2020).